# Pfauenkomplex
Der Pfauenkomplex ist eine neubarocke Überbauung aus den 1880er Jahren an der Rämistrasse 32 bis 36 in der Stadt Zürich, die das Schauspielhaus beherbergt.

## Lage
Der Pfauenkomplex steht am Heimplatz, den es massgeblich prägt. Die Gebäudefront ist auf die Rämistrasse ausgerichtet, die Seitenflügel folgen der Hottingerstrasse und dem Zeltweg.

## Geschichte
Bereits in den Jahren 1879/1880 richtete Heinrich Hürlimann, ein im Zürcher Oberland geborener Unternehmer, beim zukünftigen Heimplatz eine Wirtschaft mit bayerischem Biergarten ein, die später mit einer Konzerthalle und dem «Flora-Theater» ergänzt wurde. Der Name der ehemaligen Gastwirtschaft «Zum Pfauen» auf der gegenüberliegenden Seite des Zeltwegs prägte nicht nur die Bezeichnung der von Hürlimann geplanten Gebäude, sondern auch die umgangssprachliche Bezeichnung des Heimplatzes bis heute. Hürlimann kaufte in den folgenden Jahren weitere Grundstücke zwischen Hottingerstrasse, Rämistrasse und Zeltweg.
In den Jahren 1888/1889 liess er durch das Architekturbüro Chiodera und Tschudy darauf den Pfauenkomplex errichten. Den Strassen entlang waren Geschäfte angeordnet, im Inneren die Bauten des Restaurations- und Vergnügungsbetriebes. Der gegen den Heimplatz angeordnete Mittelbau wurde als neues Eingangstor zur Aussengemeinde Hottingen gestaltet, wobei er nur noch eine repräsentative Funktion hatte und keine Strassen hindurch führte. Stattdessen gelangte man durch den grosszügige Durchgang, der von zwei Reliefs von Pfauen umgeben wird, in den Innenhof der Überbauung mit dem Biergarten und den Saal des Theaters. Dieser fasste unter seiner grossen Kuppel, die bei späteren Umbauten verkleinert wurde, rund 800 Personen. Die Zuschauer sassen an Tischen und wurden bewirtet, während sie dem Unterhaltungsprogramm folgten.

„ein Amüsiertempel in der Zürcher Vorstadt“

Das Theater im Pfauenkomplex hiess bis 1899 «Volkstheater zum Pfauen». Danach übernahm Alfred Reucker und nutzte den Bau unter dem Namen «Pfauentheater» für Sprechtheater, was auf Dauer verlustbringend war. Ferdinand Rieser erwarb die Immobilie und erneuerte 1926 das Bühnenhaus und den Saalbau – fortan hieß die Bühne «Schauspielhaus». Bei diesem Umbau wurde auch der Innenhof, der ehemalige Biergarten, überdeckt. Ab 1938 vermietete Rieser das Schauspielhaus an die «Neue Schauspielhaus AG», über die erstmals auch die Stadt eine Beteiligung am Theater besass. In den 1970er Jahren wurde das Gebäude nochmals umgebaut. 2005 erhielt das Foyer eine Erneuerung, an der Fassade wurde gut sichtbare Werbung angebracht.

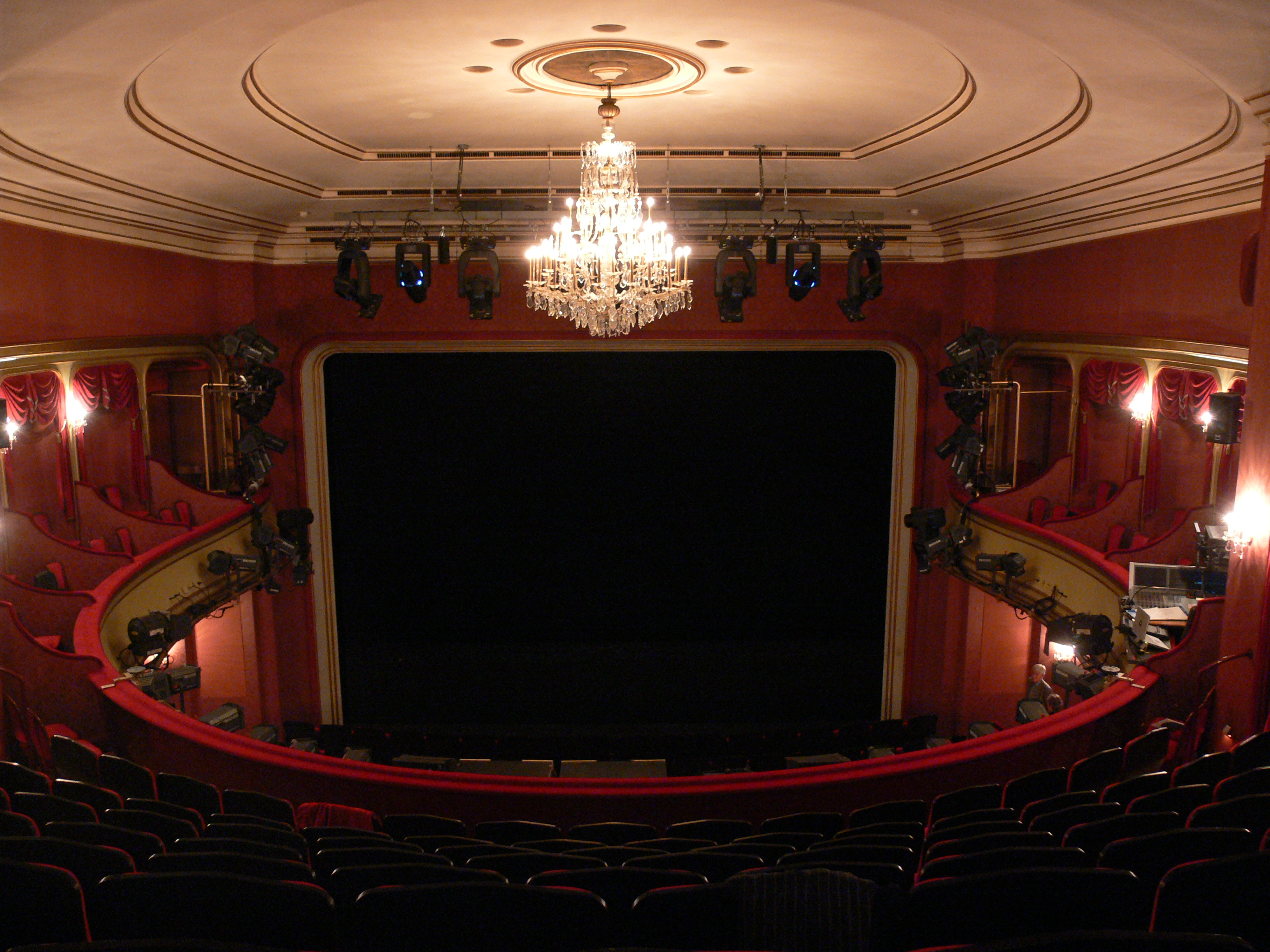
Zuschauerraum

2018 kündigte die Stadt Zürich an, den fast 100-jährigen Zuschauerraum umzubauen und zu modernisieren. Hierfür sollte der Saal aus der Liste denkmalgeschützter Objekte gestrichen und komplett erneuert werden. Der Heimatschutz wehrte sich gegen das Projekt und der Gemeinderat verpflichtete die Stadt, Alternativen zu prüfen.

„Der […] Theatersaal […] markiert den Übergang vom üppig mit Dekorelementen versehenen historistischen Baustil zum Neuen Bauen.“